# Neohouzeaua helferi
Neohouzeaua helferi là một loài thực vật có hoa trong họ Hòa thảo. Loài này được (Munro) Gamble mô tả khoa học đầu tiên năm 1923.